# Herman Venverloo
Hermanus Johannus Wilhelmus (Herman) Venverloo (Amsterdam, 19 januari 1854 – aldaar, 9 april 1930) was een Nederlands horlogemaker, organist, tenor en componist.
Hij, hij noemde zichzelf Manus, was zoon van Anna Maria Wognum en Hermanus Johannes Venverloo, wonende aan de Haarlemmerdijk. Zelf bleef hij ongehuwd, aldus zijn verklaring van overlijden.
Hij was van huis uit horloge- en instrumentmaker, die een winkel uitbaatte aan de Herenstraat 20.
Hij kreeg zijn eerste opleiding van zijn vader die zelf organist en muziekmeester was te Amsterdam. Andere leraren die hem onderwezen waren Wilhelm Heinrich Christoph Schmölling, Johannes Meinardus Coenen, Bernard Zweers en Anna Collin-Tobisch.
Hoe getalenteerd hij was bleek uit zijn deelname op elfjarige leeftijd aan een uitvoering van de grote mis van Joannes Josephus Viotta; hij bespeelde het orgel; in 1877 maakte hij zijn debuut als zanger. Op latere leeftijd bleef hij toch vooral bekend om zijn zangkunst; zo zong hij een solopartij tijdens Leiden ontzet van Richard Hol door het Amstel Mannenkoor. Er volgden optredens in het hele land. Soms stond hij daarbij als dirigent voor het koor van de Sint-Catharinakerk, zong bij Apollo, alwaar hij erelid was of bespeelde het orgel van de Sint-Catharinakerk. 
Als componist schreef hij enkele liederen, waarvan Muzikaal Nederland 1850-1910 noemt: Egoismus, Vergeet mij nietje, Ik heb wel een klein hufken hier binnen. Verder nog te noemen zijn Heb je wel gehoord van stoerheid en kracht (een lied met orkestbegeleiding) en drie cantates.
In aanvulling op bovenstaande werkzaamheden schreef hij ook kritieken in bladen als Het Orgel, Het Centrum en De Tijd.
Tijdens zijn leven had hij last van een onwillige voet, ontstaan door een niet goed herstelde gebroken enkel tijdens zijn jeugd. Dat schaadde zijn muzikale loopbaan, maar ook het gewone leven. Hij was eens op vakantie in een bergstreek, maar bleek er vanwege de regen niet te kunnen wandelen. Om te voorkomen dat hij zou vallen, keerde hij terug naar Amsterdam en viel daar. Venverloo was al enige tijd ziek (lichaamszwakte), werd daartegen verpleegd in het Onze Lieve Vrouwe Gasthuis alwaar hij op 76-jarige leeftijd overleed. Hij werd begraven op Begraafplaats Buitenveldert. Ondanks zijn amateurstatus was zijn overlijden landelijk nieuws.